# 哥倫比亞影業
哥倫比亞影業（英語：Columbia Pictures）是位於美國的電影與電視製片公司，屬於索尼影視娛樂的旗下。哥倫比亞影業成立於1919年，原名CBC電影行銷公司（CBC Film Sales Corporation）；1924年1月10日，改名為哥倫比亞影業。與米高梅公司同為美國歷史悠久的電影公司。

## 歷史

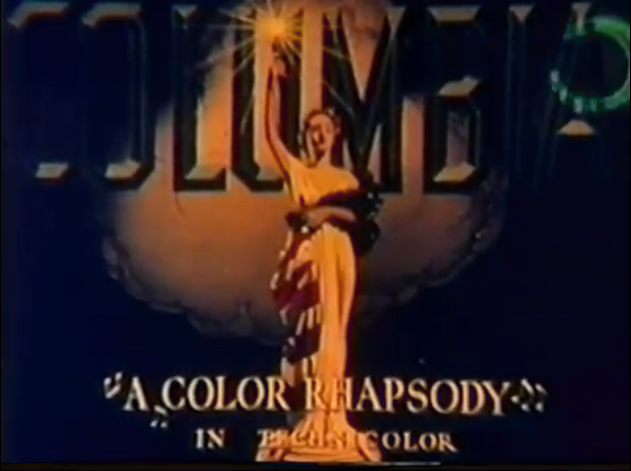
《哥倫比亞影業》的經典電影開頭標誌——哥倫比亞女神

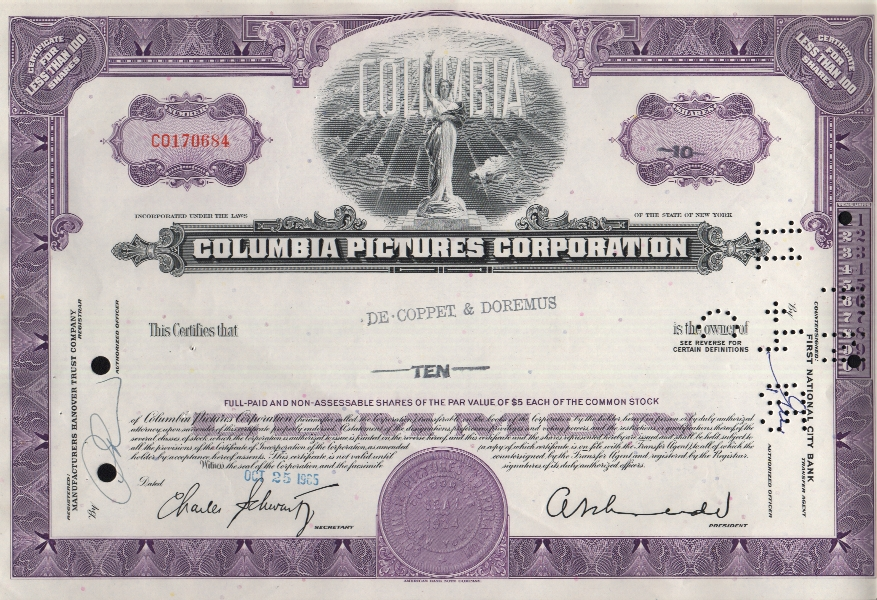
哥倫比亞影業於1965年10月25日發行的股票

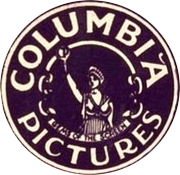
哥倫比亞影業的初代印刷標誌，具備擬人化的哥倫比亞象徵

哥倫比亞影業是為荷里活最主要的製片廠之一，其片庫擁有5,000多部經典影片，其中包括12部「奧斯卡最佳影片獎」得主。
1919年，哈里·考恩、傑克·考恩兩兄弟與喬·布蘭迪共同創建了考恩-布蘭迪-考恩電影公司，也就是哥倫比亞影業公司的前身。「考恩-布蘭迪-考恩」的很多早期作品都是低成本影片，被人形象地稱之為「鹹牛肉捲心菜」。1924年，考恩兄弟買下了布蘭迪的全部股份，將公司更名為哥倫比亞影業公司，用以提高自身形象。
1989年11月，索尼影視娛樂從可口可樂公司成功收購哥倫比亞影業，成為索尼影視子公司之一。

## 旗下电影公司
- 索尼经典电影
- 索尼动画
- 索尼影视电视
- 三星电影公司

## 延伸阅读
- Chierichetti, David. . New York: Harmony Books. 1976. ISBN 9780517526378.
- Dick, Bernard F. . Lexington, Ky.: University Press of Kentucky. 1992  [2022-05-03]. ISBN 9780813117690. （原始内容存档于2022-06-01）.
- Jorgensen, Jay; Scoggins, Donald L. . Philadelphia: Running Press. 2015  [2022-05-03]. ISBN 9780762456611. （原始内容存档于2022-06-01）.
- Perry, Jeb H. . Metuchen, N.J.: Scarecrow Press. 1991. ISBN 9780810824874.
- Smyth, Jennifer E. . New York: Oxford University Press. 2018  [2022-05-03]. ISBN 9780190840822. （原始内容存档于2022-06-01）.